# أحاديث عنهن (فلم)
أحاديث عنهن هو فيلم وثائقي سوري انتاج عام 1978، يتحدث عن المرأة من كافة الجوانب ويحاول الفيلم ان يرصد أوضاع المرأة في سورية ومشاركتها في كافة جوانب الحياة ومدى ماوصلت إليه في كافة نواحي الحياة والعمل وما وصلت له من انداماج وتقدم في العمل لمراكز قيادية اقتصادية وصناعية وسياسية واجتماعية.
انتاج المؤسسة العامة للسينما - دمشق عام 1978 من إخراج سمير ذكرى.